# Nothoruellia scabrifolia
Nothoruellia scabrifolia là một loài thực vật có hoa trong họ Ô rô. Loài này được (Valeton) Bremek. mô tả khoa học đầu tiên năm 1948.